# Crossfader

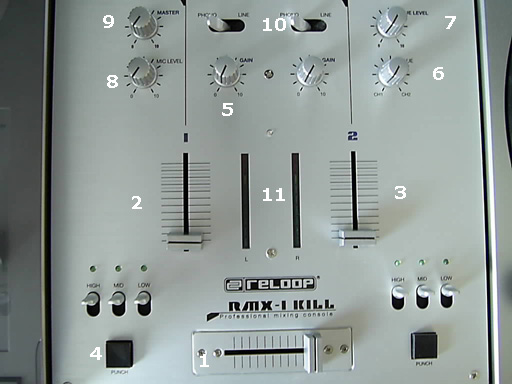
Einfacher Mixer – Der Crossfader (1) ist der quergelegte Regler ganz unten, die anderen Schieberegler (mittig) sind wie bei einem konventionellen Tonmischpult angeordnet

Unter einem Crossfader versteht man einen „Überblender“, also einen regelbaren Widerstand bei einem Mischpult, insbesondere bei DJ-Mixern, mit dem man zwei Stereokanäle, auf denen im Normalfall Musik läuft, in verschiedenen Spannungspegeln (Lautstärken) auf die Lautsprecher legen kann. Er ist meist als Schieberegler ausgeführt, dessen Bewegungsrichtung (aus Sicht des DJs) von links nach rechts verläuft, also anders als bei einem normalen Mischpult-Regler.
Durch Verschieben des Widerstands bzw. des diesen beeinflussenden Schiebereglers ist es möglich, zwei Musikstücke ineinander überlaufen zu lassen. Schiebt man den Crossfader zu der einen Seite hin, ist auf den Lautsprechern nur ein Stereokanal zu hören. Bewegt man ihn langsam zur anderen Seite, wird der vorherige Stereokanal leiser und der andere lauter.
Eine besondere Rolle spielt der Crossfader beim Turntablism, einer aus dem Hip-Hop stammenden musikalischen Disziplin. Hierbei wird der Crossfader in Verbindung mit Schallplattenspielern eingesetzt, um die auf den Schallplatten befindlichen Musikstücke kunstvoll zu variieren und auf anspruchsvolle Weise neu zu mischen. Geübte Turntablisten „spielen“ auf einem solchen DJ-Setup (meist zwei Schallplattenspieler und ein Zweikanal-Mischpult) wie auf einem Musikinstrument.
Der Begriff Crossfade wird auch für eine Reihe von Soft- oder Hardwarelösungen verwendet, die darauf abzielen, beim Abhören von typischen Stereoaufnahmen über Kopfhörer der als unnatürlich empfundenen Trennung beider Kanäle entgegenzuwirken. Hierbei werden meistens frequenzabhängige Anteile eines Kanals leicht zeitversetzt jeweils dem anderen Kanal hinzugefügt, um sich etwas den kopfbezogenen Übertragungsfunktionen (HRTF) anzunähern.